# Віллем Янсзон
Віллем Янсзон (нід. Willem Janszoon; іноді скорочують до Віллем Янс; 1570—1630) — нідерландський навігатор та колоніальний губернатор. Янсзон служив у Нідерландській Ост-Індії з 1603 по 1611 рік та з 1612 по 1616 рік, у тому числі як губернатор форту Генрікус на острові Солор.:43 Перший відомий європеєць, який побачив берег Австралії під час подорожі 1605—1606 років.